# Wilton (miasto w stanie Wisconsin)
Wilton – miasto w Stanach Zjednoczonych, w stanie Wisconsin, w hrabstwie Monroe.